# Merogomphus
Genre
Merogomphus est un genre de libellules de la famille des Gomphidae (sous-ordre des Anisoptères, ordre des Odonates). 

## Liste des espèces
Selon BioLib (13 décembre 2020) :
- Merogomphus chaoi Yang & Davies, 1993
- Merogomphus chui Asahina, 1968
- Merogomphus femoralis Laidlaw, 1931
- Merogomphus lingyinensis Zhu & Wu, 1985
- Merogomphus longistigma (Fraser, 1922)
- Merogomphus martini (Fraser, 1922)
- Merogomphus parvus (Krüger, 1899)
- Merogomphus pavici Martin, 1904
- Merogomphus tamdaoensis Karube, 2001
- Merogomphus torpens (Needham, 1930)
- Merogomphus vandykei Needham, 1930
- Merogomphus vespertinus Chao, 1999